# Premier ministre d'Irlande
Taoiseach
Le Premier ministre d'Irlande ou (en irlandais) Taoiseach (/ˈt̪ˠiːʃəx/ ) est le chef du gouvernement de l'Irlande. Le mot taoiseach signifie « chef » en irlandais.
Désigné par l'Assemblée d'Irlande (la chambre basse du Parlement), il est nommé par le président. Le Premier ministre est responsable devant l'Assemblée. Il nomme et révoque, avec motif, les autres membres du gouvernement irlandais.
Micheál Martin, membre et président du parti Fianna Fáil, est l'actuel Premier ministre depuis le 23 janvier 2025. Il succède à Simon Harris à l'issue d'un vote du parlement issu des élections générales de 2024.

## Description

### Fonctions
La Constitution de l'Irlande du 1er juillet 1937 dispose des fonctions du Premier ministre en son article 28 consacré au gouvernement.
En vertu de la Constitution, le chef du gouvernement doit être membre de l'Assemblée. Dans le cas où il perdrait sa majorité au sein de l'Assemblée, il n'est pas automatiquement démis de ses fonctions. Il se doit de démissionner, ou de convaincre le président de dissoudre la chambre. Le président peut refuser de dissoudre et, de fait, forcer le Premier ministre à démissionner. À ce jour, bien qu'une telle éventualité se soit présentée à plusieurs reprises (en 1944, et deux fois en 1982) aucun président n'a exercé cette prérogative. Le Premier ministre peut perdre le soutien de l'Assemblée quand une motion de censure est votée, quand un vote de confiance échoue, ou encore quand l'Assemblée refuse d'engager les dépenses de l'État pour soutenir un projet gouvernemental. Quand le chef du gouvernement démissionne, il continue d'exercer les devoirs et fonctions de son office jusqu'à la nomination de son successeur.
Le Premier ministre désigne les autres membres du gouvernement qui, sous réserve de l'approbation de l'Assemblée, sont nommés à leur tour par le président. Le Premier ministre a aussi l'autorité de révoquer les membres du gouvernement. Il a aussi le devoir de nommer onze membres du Sénat.
Le Premier ministre doit désigner un des membres du gouvernement pour assurer la fonction de vice-Premier ministre, dont le rôle est d'assurer les fonctions de Premier ministre en cas de décès ou d'incapacité permanente du chef du gouvernement en titre, jusqu'à la nomination de son successeur, ou en cas d'absence temporaire du chef du gouvernement.
Le Premier ministre conseille le président à propos des dissolutions ou des convocations de l'Assemblée. Il peut présenter les lois, une fois votées, au président pour signature. Le Premier ministre doit aussi tenir informé le président des affaires nationales et internationales.
De fait, le chef du gouvernement est le personnage le plus visible du gouvernement et parle en son nom pour tous les aspects politiques majeurs.
Le chef du gouvernement préside les réunions du cabinet et assure la coordination des différents ministères comme il vérifie que les décisions et les orientations du cabinet sont correctement comprises et implémentées par chacun des ministères.
Le chef du gouvernement est également le représentant de l'État irlandais à l'étranger. Il siège à ce titre avec les autres chefs d'État de l'Union européenne aux Conseils européens.
Le Premier ministre et les ministres sont collectivement responsables de leurs actes et de leur politique devant l'Assemblée.

### Salaire
En octobre 2007, le Premier ministre d'Irlande était le chef de gouvernement le mieux payé des pays de l'OCDE. En 2009, le salaire du chef du gouvernement était toujours plus élevé que celui des chefs d'État et de gouvernement d'autres pays plus grands et plus peuplés de l'Union européenne (Premier ministre du Royaume-Uni, président de la République française, chancelière fédérale d'Allemagne). Il s'élevait à 257 024 € par an. Le salaire de premier ministre irlandais a ensuite diminué, étant ramené à 185 350 € en 2013 dans le cadre d'une série de compressions budgétaires incluses dans un programme de réforme salariale pour le secteur public.

### Résidence

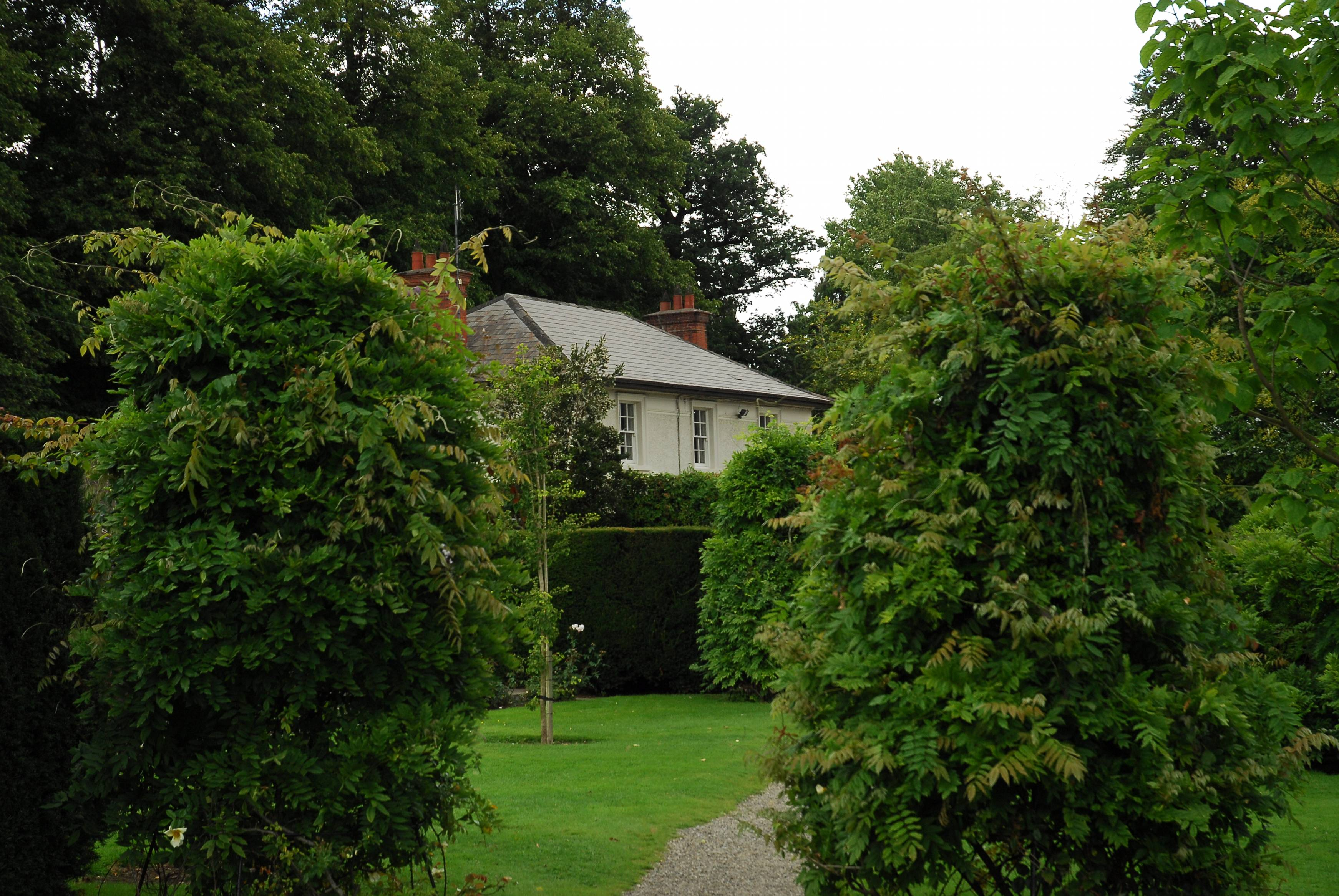
Steward's Lodge.

La résidence officielle du chef du gouvernement est la Steward's Lodge à Farmleigh, près de Phoenix Park. Acquise par l'État irlandais pour 29,2 millions d'euros en 1999, elle est rénovée en 2005 pour la somme de 600 000 € par l'Office des travaux publics irlandais. Le chef du gouvernement de l'époque, Bertie Ahern, n'y a jamais résidé et son successeur Brian Cowen a déclaré l'utiliser « de temps en temps ».

## Histoire

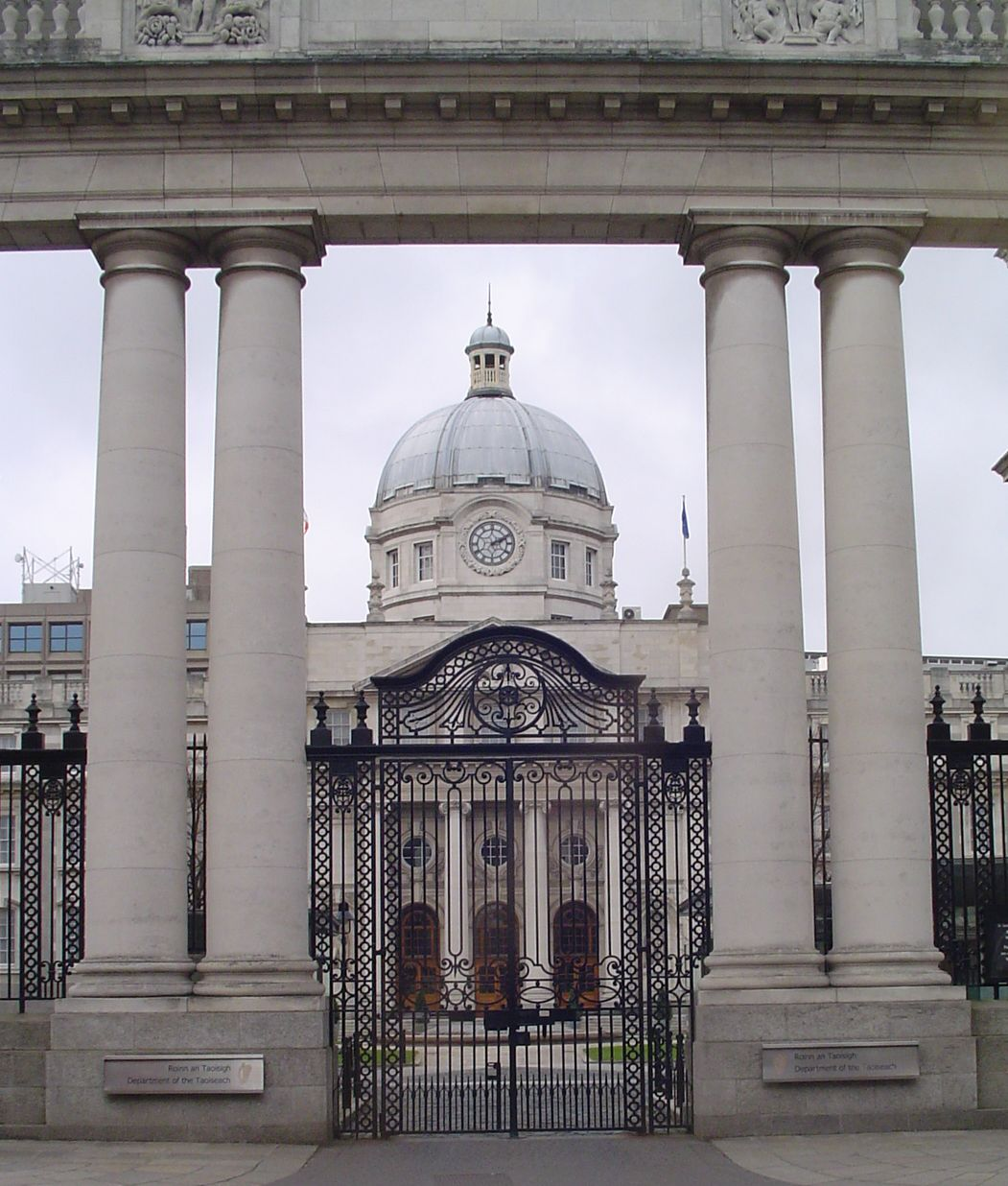
Résidence du Premier ministre au Government Buildings (siège du gouvernement), Merrion Square, Dublin

### Origine et étymologie en irlandais
Les mots « Taoiseach » et « Tánaiste » proviennent tous deux de l'irlandais et sont d'origine ancienne. Bien que le Taoiseach soit décrit dans la Constitution irlandaise comme le « chef du gouvernement », ou Premier ministre, la traduction littérale du mot est « chef » ou « dirigeant ». Le pluriel dans la langue irlandaise est Taoisigh.
Certains historiens suggèrent que dans l'Irlande primitive d'où ce terme provient, un taoiseach était un roi mineur. Un tánaiste était un gouverneur placé dans un royaume dont le roi avait été déposé, ou dont le tánaiste était le successeur apparent. En gaélique écossais, tòiseach se traduit par chef de clan et les deux mots avaient à l'origine la même signification dans la langue gaélique de l'Écosse et de l'Irlande. Le terme gallois de tywysog, dont la signification actuelle est « prince » (de tywys, « mener ») semble avoir la même signification.

### La fonction dans l'histoire
La position actuelle de Premier ministre est établie par la Constitution irlandaise de 1937. Elle remplace celle de président du Conseil exécutif de l'État libre d'Irlande créée en 1922. Ces deux positions diffèrent fondamentalement sur un certain nombre de points. D'après la constitution de l'État libre, le président du Conseil avait considérablement moins de pouvoir et se voyait ainsi réduit à présider les séances du Conseil. À titre d'exemple, il lui était ainsi impossible de révoquer un autre membre. Le Cabinet sous l'État libre devait être dissout entièrement et reformé pour qu'un de ses membres puisse être écarté. Il n'était pas non plus possible au président de demander la dissolution de l'Assemblée au chef de l'État, ce pouvoir appartement à l'ensemble des membres du gouvernement pris collectivement. Par contraste, le chef du gouvernement, sous l'empire de la constitution de 1937, se voit doté de plus de prérogatives, pouvant révoquer les ministres et demander la dissolution de l'Assemblée au président.
Historiquement, en cas de gouvernement de coalition, le Premier ministre est généralement le chef du parti majoritaire au sein de la coalition. Une exception à ce principe fut John A. Costello, qui n'était pas dirigeant de son parti, mais à qui revint d'assurer la position de Premier ministre du fait que les autres partis de la coalition refusèrent de nommer le chef du Fine Gael, à l'époque Richard Mulchahy, comme chef du gouvernement.
Avec une durée d'environ 16 ans, en trois fois, Éamon de Valera détient le record de longévité à ce poste. Leo Varadkar, âgé de 38 ans lors de son entrée en fonction, est lui la plus jeune personnalité jamais nommée Premier ministre.

## Liste des titulaires
Avant l'entrée en vigueur de la Constitution de 1937, le chef du gouvernement est le président du Conseil exécutif. Cette fonction est assurée par William T. Cosgrave du parti Cumann na nGaedhael de 1922 à 1932, puis par Éamon de Valera de 1932 à 1937. Par tradition, la liste des chefs du gouvernement inclus Cosgrave.
| N°                                        | Portrait                                  | Titulaire (Naissance-mort)                | Élection                                  | Mandat                                    | Mandat                                    | Mandat                                    | Parti politique                           | Parti politique                           |
| N°                                        | Portrait                                  | Titulaire (Naissance-mort)                | Élection                                  | Début                                     | Fin                                       | Durée                                     | Parti politique                           | Parti politique                           |
| Président du Conseil exécutif (1922-1937) | Président du Conseil exécutif (1922-1937) | Président du Conseil exécutif (1922-1937) | Président du Conseil exécutif (1922-1937) | Président du Conseil exécutif (1922-1937) | Président du Conseil exécutif (1922-1937) | Président du Conseil exécutif (1922-1937) | Président du Conseil exécutif (1922-1937) | Président du Conseil exécutif (1922-1937) |
| ----------------------------------------- | ----------------------------------------- | ----------------------------------------- | ----------------------------------------- | ----------------------------------------- | ----------------------------------------- | ----------------------------------------- | ----------------------------------------- | ----------------------------------------- |
| 1                                         | William T. Cosgrave                       | William T. Cosgrave (1880-1965)           | 1922 1923 06/1927 09/1927                 | 6 décembre 1922                           | 9 mars 1932                               | 9 ans, 3 mois et 3 jours                  |                                           | Cumann na nGaedheal                       |
| 2                                         | Éamon de Valera                           | Éamon de Valera (1882-1975)               | 1932 1933 1937                            | 9 mars 1932                               | 29 décembre 1937                          | 5 ans, 8 mois et 20 jours                 |                                           | Fianna Fáil                               |
| Premier ministre (depuis 1937)            |                                           |                                           |                                           |                                           |                                           |                                           |                                           |                                           |
| (2)                                       | Éamon de Valera                           | Éamon de Valera (1882-1975)               | 1938 1943 1944                            | 29 décembre 1937                          | 18 février 1948                           | 10 ans, 2 mois et 20 jours                |                                           | Fianna Fáil                               |
| 3                                         | John A. Costello                          | John A. Costello (1891-1976)              | 1948                                      | 18 février 1948                           | 13 juin 1951                              | 3 ans, 3 mois et 26 jours                 |                                           | Fine Gael                                 |
| (2)                                       | Éamon de Valera                           | Éamon de Valera (1882-1975)               | 1951                                      | 13 juin 1951                              | 2 juin 1954                               | 2 ans, 11 mois et 20 jours                |                                           | Fianna Fáil                               |
| (3)                                       | John A. Costello                          | John A. Costello (1891-1976)              | 1954                                      | 2 juin 1954                               | 20 mars 1957                              | 2 ans, 9 mois et 18 jours                 |                                           | Fine Gael                                 |
| (2)                                       | Éamon de Valera                           | Éamon de Valera (1882-1975)               | 1957                                      | 20 mars 1957                              | 23 juin 1959                              | 2 ans, 3 mois et 3 jours                  |                                           | Fianna Fáil                               |
| 4                                         | Seán Lemass                               | Seán Lemass (1899-1971)                   | — 1961 1965                               | 23 juin 1959                              | 10 novembre 1966                          | 7 ans, 5 mois et 17 jours                 |                                           | Fianna Fáil                               |
| 5                                         | Jack Lynch                                | Jack Lynch (1917-1999)                    | — 1969                                    | 10 novembre 1966                          | 14 mars 1973                              | 6 ans, 4 mois et 4 jours                  |                                           | Fianna Fáil                               |
| 6                                         | Liam Cosgrave                             | Liam Cosgrave (1920-2017)                 | 1973                                      | 14 mars 1973                              | 5 juillet 1977                            | 4 ans, 3 mois et 21 jours                 |                                           | Fine Gael                                 |
| (5)                                       | Jack Lynch                                | Jack Lynch (1917-1999)                    | 1977                                      | 5 juillet 1977                            | 11 décembre 1979                          | 2 ans, 5 mois et 6 jours                  |                                           | Fianna Fáil                               |
| 7                                         | Charles Haughey                           | Charles Haughey (1925-2006)               | —                                         | 11 décembre 1979                          | 30 juin 1981                              | 1 an, 6 mois et 19 jours                  |                                           | Fianna Fáil                               |
| 8                                         | Garret FitzGerald                         | Garret FitzGerald (1926-2011)             | 1981                                      | 30 juin 1981                              | 9 mars 1982                               | 8 mois et 7 jours                         |                                           | Fine Gael                                 |
| (7)                                       | Charles Haughey                           | Charles Haughey (1925-2006)               | 02/1982                                   | 9 mars 1982                               | 14 décembre 1982                          | 9 mois et 5 jours                         |                                           | Fianna Fáil                               |
| (8)                                       | Garret FitzGerald                         | Garret FitzGerald (1926-2011)             | 11/1982                                   | 14 décembre 1982                          | 10 mars 1987                              | 4 ans, 2 mois et 24 jours                 |                                           | Fine Gael                                 |
| (7)                                       | Charles Haughey                           | Charles Haughey (1925-2006)               | 1987 1989                                 | 10 mars 1987                              | 11 février 1992                           | 5 ans, 9 mois et 1 jour                   |                                           | Fianna Fáil                               |
| 9                                         | Albert Reynolds                           | Albert Reynolds (1932-2014)               | — 1992                                    | 11 février 1992                           | 15 décembre 1994                          | 2 ans, 10 mois et 4 jours                 |                                           | Fianna Fáil                               |
| 10                                        | John Bruton                               | John Bruton (1947-2024)                   | —                                         | 15 décembre 1994                          | 26 juin 1997                              | 2 ans, 6 mois et 11 jours                 |                                           | Fine Gael                                 |
| 11                                        | Bertie Ahern                              | Bertie Ahern (né en 1951)                 | 1997 2002 2007                            | 26 juin 1997                              | 7 mai 2008                                | 10 ans, 10 mois et 11 jours               |                                           | Fianna Fáil                               |
| 12                                        | Brian Cowen                               | Brian Cowen (né en 1960)                  | —                                         | 7 mai 2008                                | 9 mars 2011                               | 2 ans, 10 mois et 2 jours                 |                                           | Fianna Fáil                               |
| 13                                        | Enda Kenny                                | Enda Kenny (né en 1951)                   | 2011 2016                                 | 9 mars 2011                               | 14 juin 2017                              | 6 ans, 3 mois et 5 jours                  |                                           | Fine Gael                                 |
| 14                                        | Leo Varadkar                              | Leo Varadkar (né en 1979)                 | —                                         | 14 juin 2017                              | 27 juin 2020                              | 3 ans et 13 jours                         |                                           | Fine Gael                                 |
| 15                                        | Micheál Martin                            | Micheál Martin (né en 1960)               | 2020                                      | 27 juin 2020                              | 17 décembre 2022                          | 2 ans, 5 mois et 20 jours                 |                                           | Fianna Fáil                               |
| (14)                                      | Leo Varadkar                              | Leo Varadkar (né en 1979)                 | —                                         | 17 décembre 2022                          | 9 avril 2024                              | 1 an, 3 mois et 23 jours                  |                                           | Fine Gael                                 |
| 16                                        | Simon Harris                              | Simon Harris (né en 1986)                 | —                                         | 9 avril 2024                              | 23 janvier 2025                           | 9 mois et 14 jours                        |                                           | Fine Gael                                 |
| (15)                                      | Micheál Martin                            | Micheál Martin (né en 1960)               | 2024                                      | 23 janvier 2025                           | en cours                                  | 1 mois et 19 jours                        |                                           | Fianna Fáil                               |